# Будинок Бальо

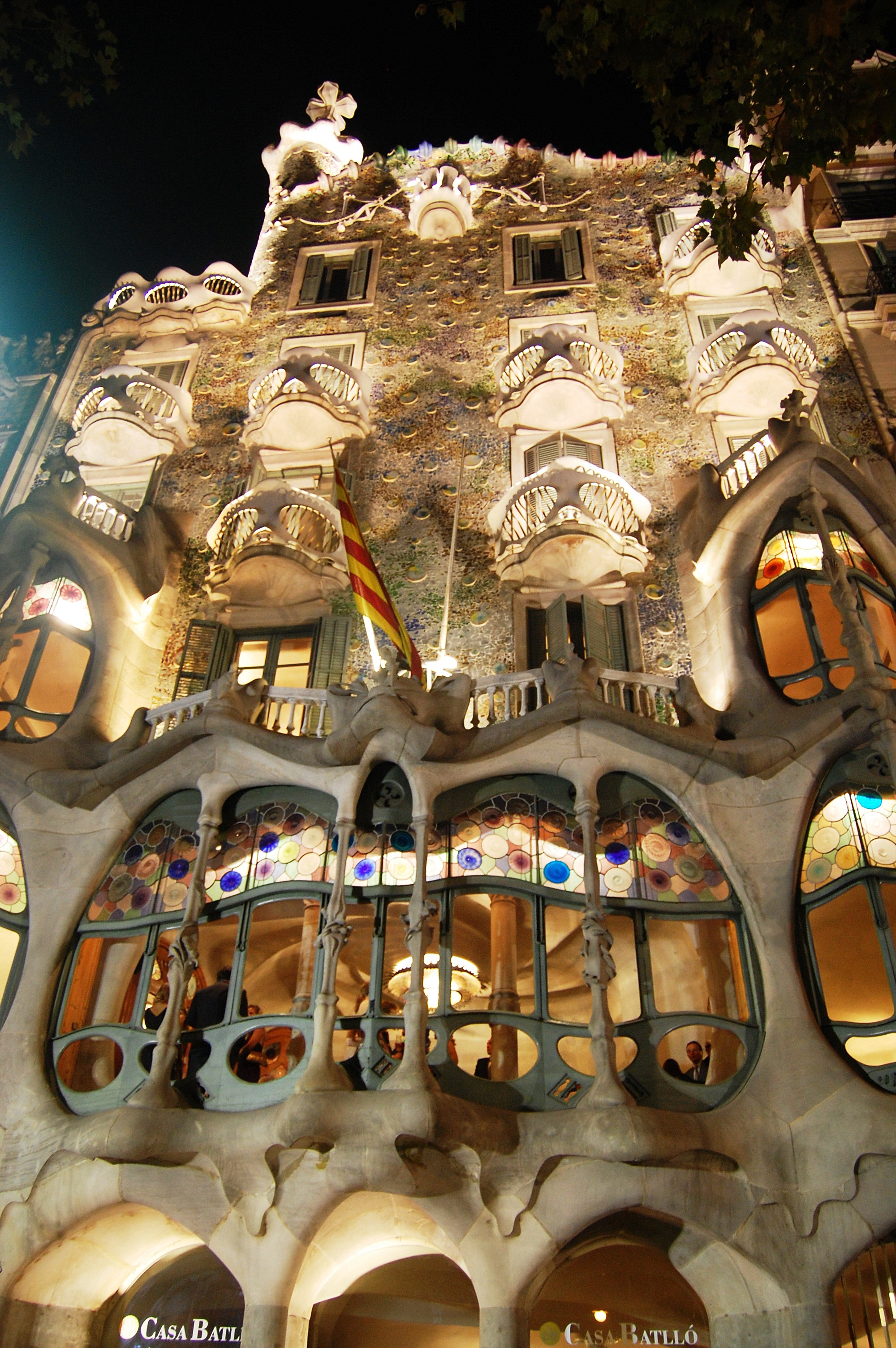
Будинок Батйо, фасад

Буди́нок Бальо́ (кат. Каза Бальо, Casa Batlló, вимовляється літературною каталанською ['kazə bə'ʎ:o], у валенсійському діалекті ['kaza ba'l:o], в українській традиції зустрічаються назви Буди́нок Батло́, Буди́нок Батльо́, Ка́са Батло́, Буди́нок Батйо́) — будинок, розміщений у Барселоні за адресою пр. Ґрасія, 43 у кварталі Ашямпла. Збудований за проектом всесвітньо відомого каталонського архітектора Антоні Ґауді.

## Архітектура

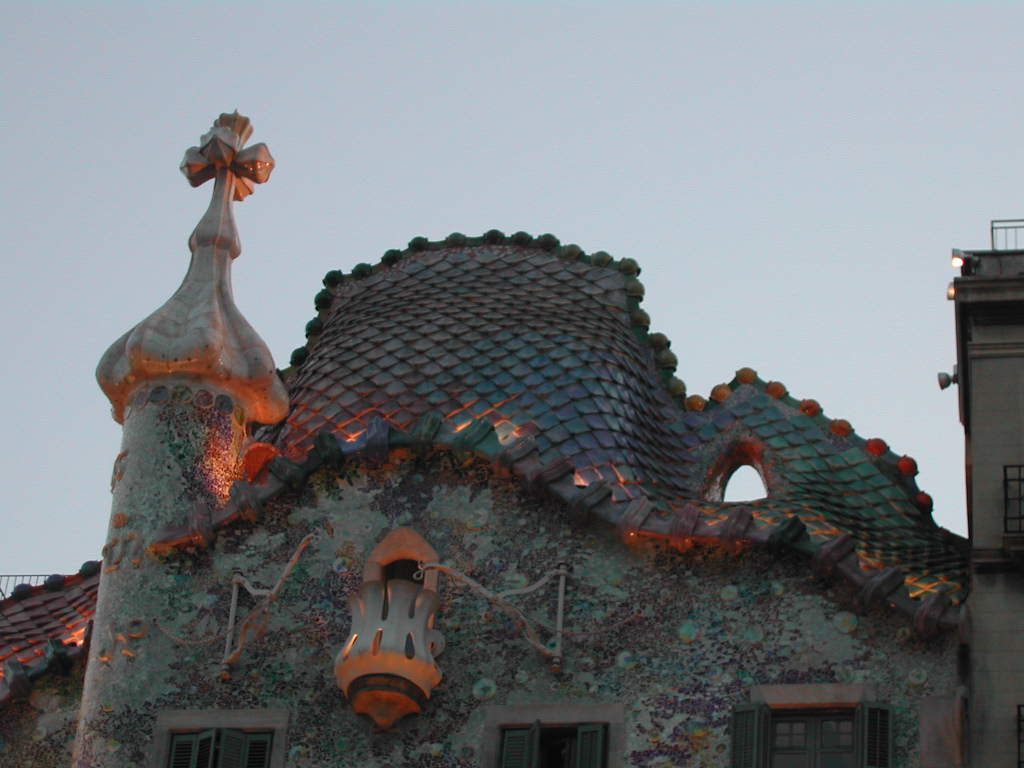
Будинок Бальо: дах і хрест

Виконаний у стилі каталонського модерну і є одним з найяскравіших прикладів цієї мистецької течії. Іноді будівлю називають «будинком з кістками» через те, що балкони віддалено нагадують черепи з дірками на місці носа і очей. Деякі мистецтвознавці порівнюють балкони з венеційськими карнавальними масками та вказують на те, що фасад будинку нагадує морські хвилі.
Насправді така форма елементів фасаду є алегоричною оповіддю легенди про Святого Юрія (Георгія) Змієборця, що вбиває дракона: Св. Юрій (каталанською Сан Жо́рді) є покровителем Каталонії. Форма даху будинку нагадує спину дракона, дерев'яні сходи всередині будинку нагадують його хребет, а дахівка на даху — луску на шкірі тварини. На даху встановлено хрест — цей елемент для дизайну житлових приміщень Ґауді використовував досить часто.

## Історія побудови будинку Бальо
Саму будівлю збудовано в 1877 за проектом Амілі Сали Куртеса (кат. Emili Sala Cortés).
У 1901 барселонський підприємець Жузеп Бал Бальо (кат. Josep Batlló i Casanovas) замовив Ґауді перебудувати фасад, але архітектор запропонував зробити реконструкцію будинку не лише зовні, але і в середині. Власник будинку погодився — Ґауді було поставлено нову задачу: зробити так, щоб будинок Бальо перевершив своєю оригінальністю вже реалізовані будинок Бісенс, палац Ґуель та будинок Калбет. У тому ж 1901 до мерії було подано прохання зруйнувати попередній будинок, щоб на його місці побудувати новий. Цьому запитові було відмовлено, тому було ухвалене рішення докорінно перебудувати стару будівлю.
Новий запит до мерії було подано 26 жовтня 1904. У ньому Ґауді представив лише загальні риси проекту для того, щоб міська влада не відмовила у його реалізації.
Роботи проводилися з 1905 до 1907. Стару будівлю було перебудовано майже повністю: до зовнішнього фасаду додано трибуну, балкони, дах з керамічною черепицею та два додаткові поверхи. Середину будівлі перебудовано таким чином, щоб туди надходило більше свіжого повітря та щоб він краще освітлювався. Центральне подвір'я також було збільшене.
Разом з Ґауді над фасадом працювали архітектори Жузеп Марія Жужол (кат. Josep Maria Jujol) та Жуан Рубіо-і-Бальбе (кат. Joan Rubió i Bellver), над металевими елементами — брати Бадья (кат. germans Badia), теслі Казас (кат. Casas) та Бардес (кат. Bardés), над керамічними елементами працював Себастья Рібо (кат. Sebastià Ribó), вітражі зроблені майстрами з родини Палагрі (кат. Pelegrí).
Художню цінність мають не лише фасад будівлі та її дах, але і деталі інтер'єру: фоє, меблі, сходи, вітражі та дерев'яні вікна.

## Додаткова інформація

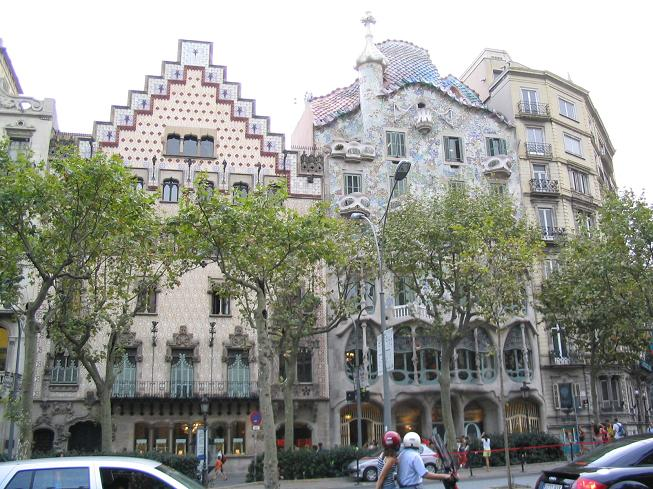
Будинок Бальо та сусідні будівлі

- Частину оригінальних меблів виставлено в музеї Ґауді в парку Ґуель.
- Жузеп Батйо-і-Казанобас, колишній власник будинку, мешкав на першому поверсі.
- Родина Батйо продала будинок родині Барнат, яка залишається власником до сьогодні. У 1995 теперішніми власниками було зроблено реставраційні роботи під керівництвом архітектора Жуана Басагоди-і-Нунеля (кат. Joan Bassegoda i Nonell).
- У 1962 будинок внесено до Каталогу спадщини Барселони, а в 1984 р. — до списку всесвітньої спадщини ЮНЕСКО разом з іншими роботами Ґауді: парком Ґуель, палацом Ґуель, будинком Міла, будинком Вісенс, декором фасаду Різдва Храму Святого Сімейства та криптою Колонії Ґуель.
- Будинок Бальо повністю відкрили для відвідування публіки в 2004[2].

## Галерея

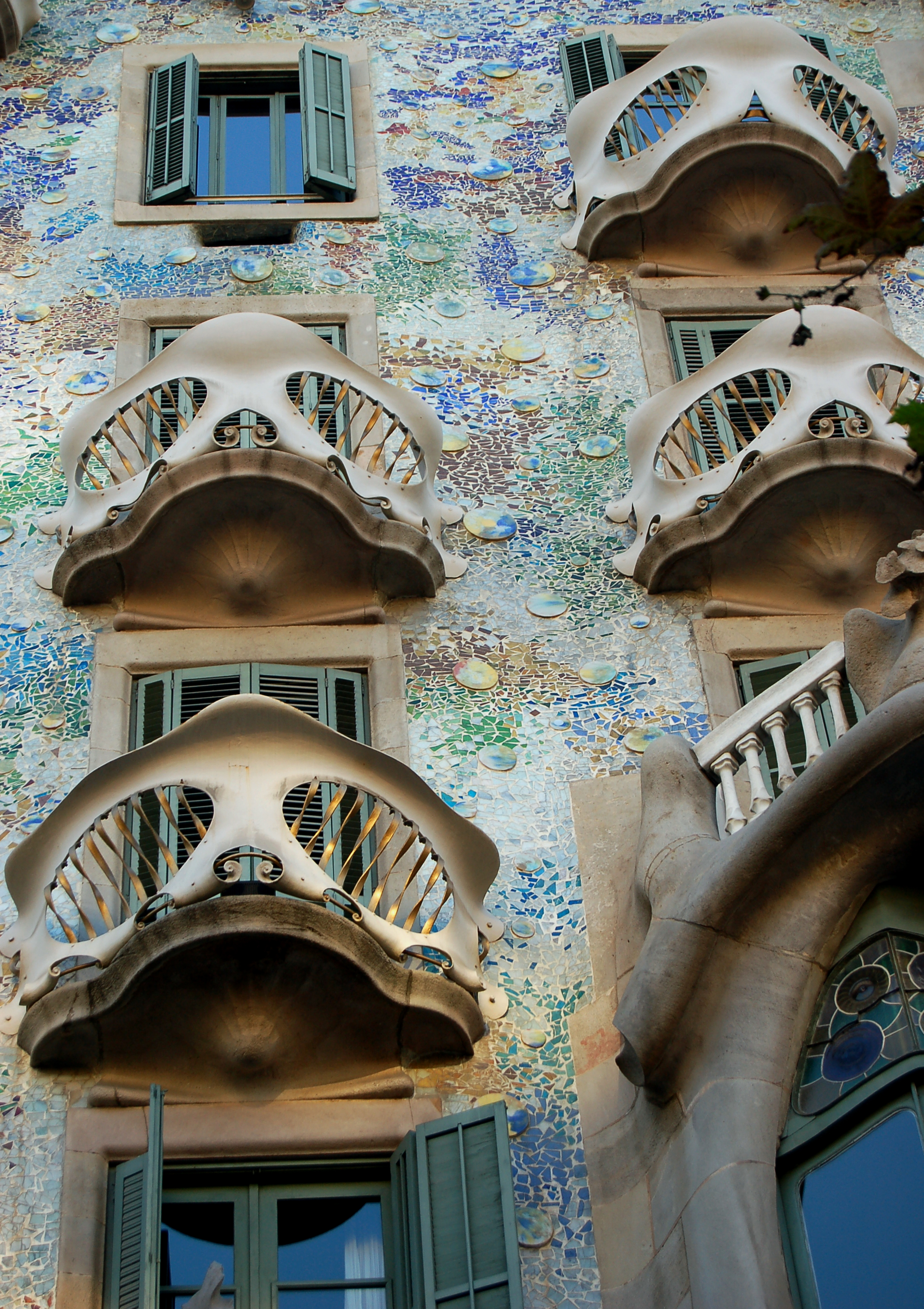
Будинок Бальо
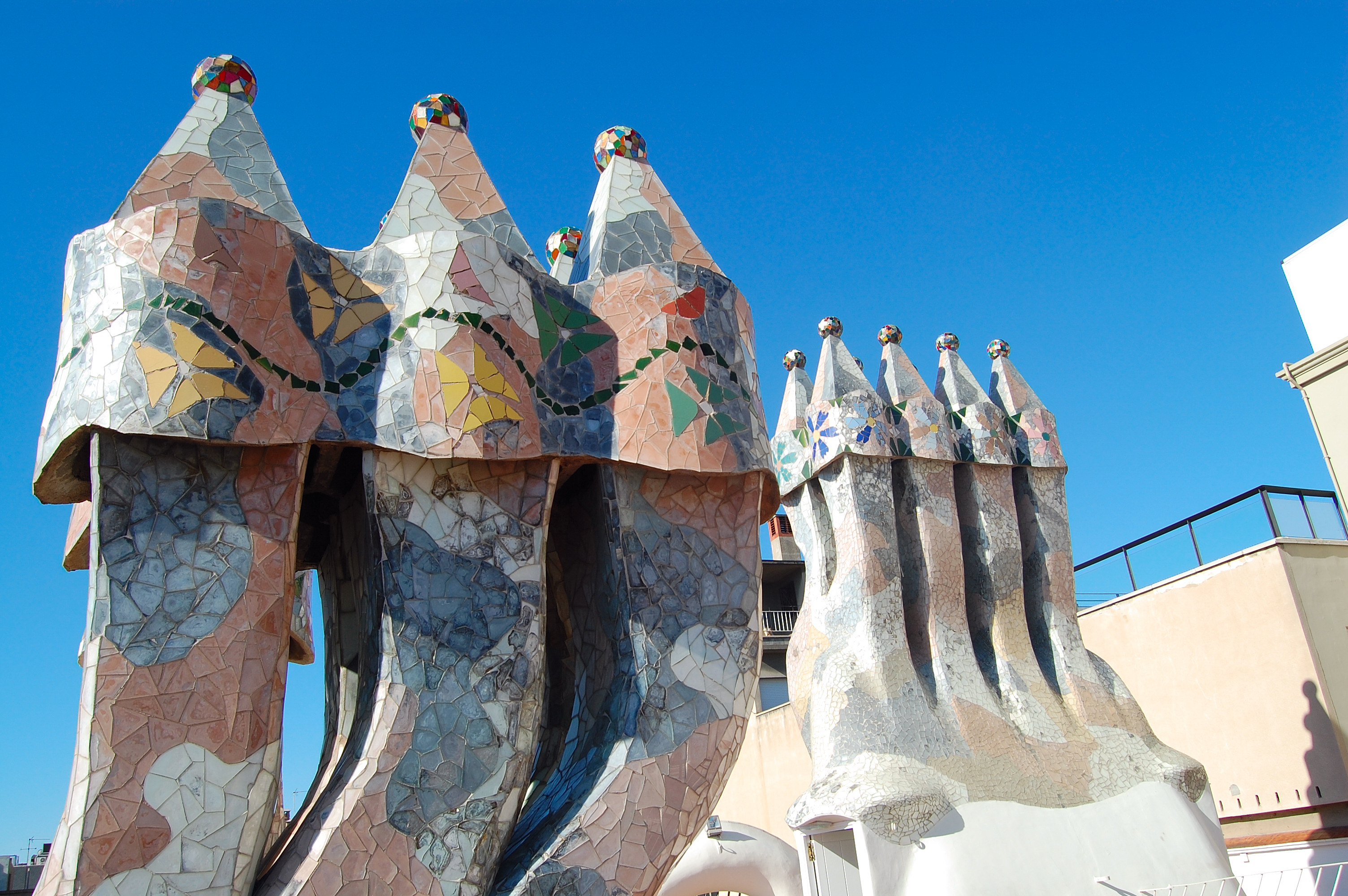
Димар
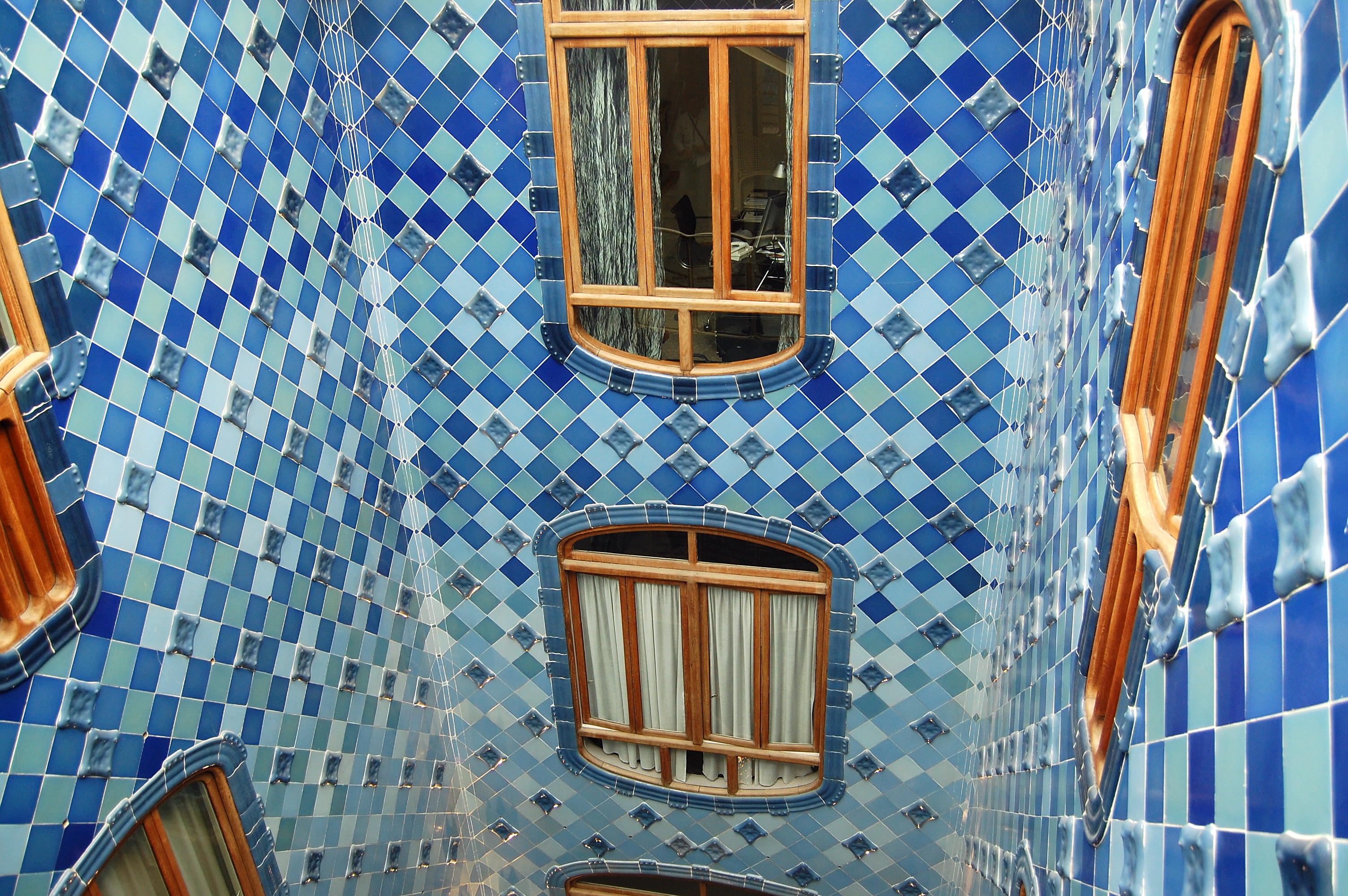
Внутрішній простір
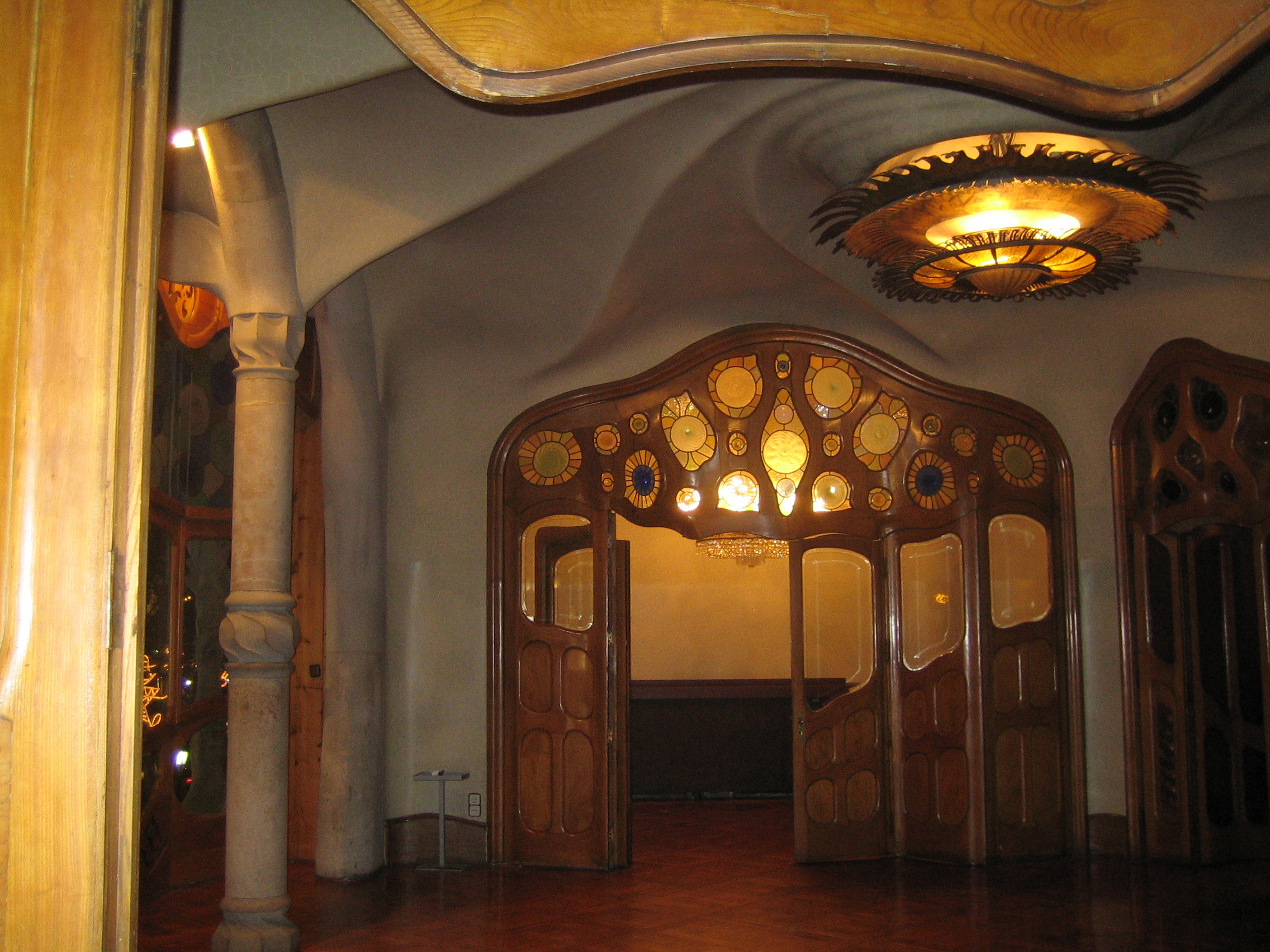
Інтер'єр
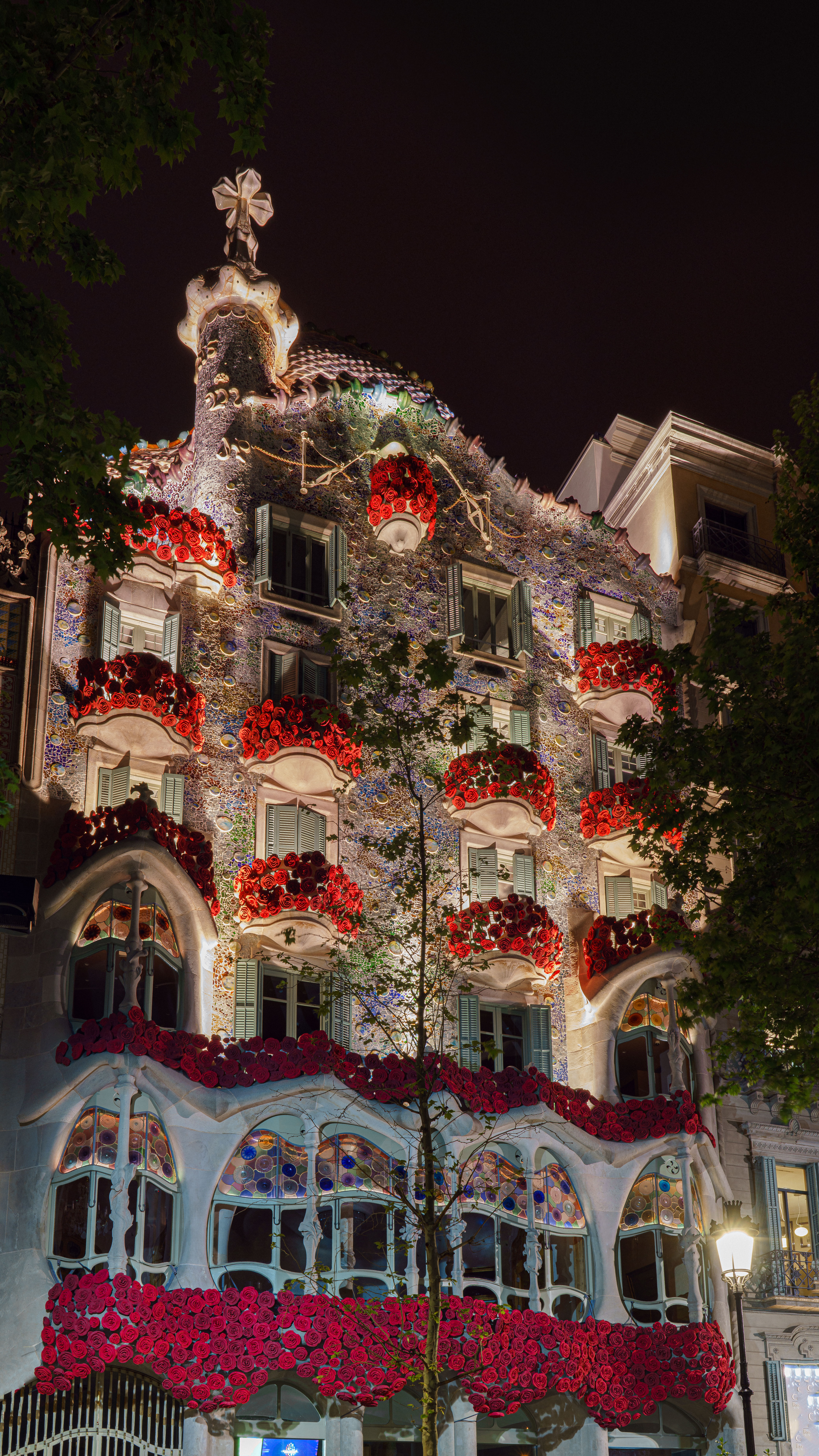
Casa Batlló - Night View with Flowers
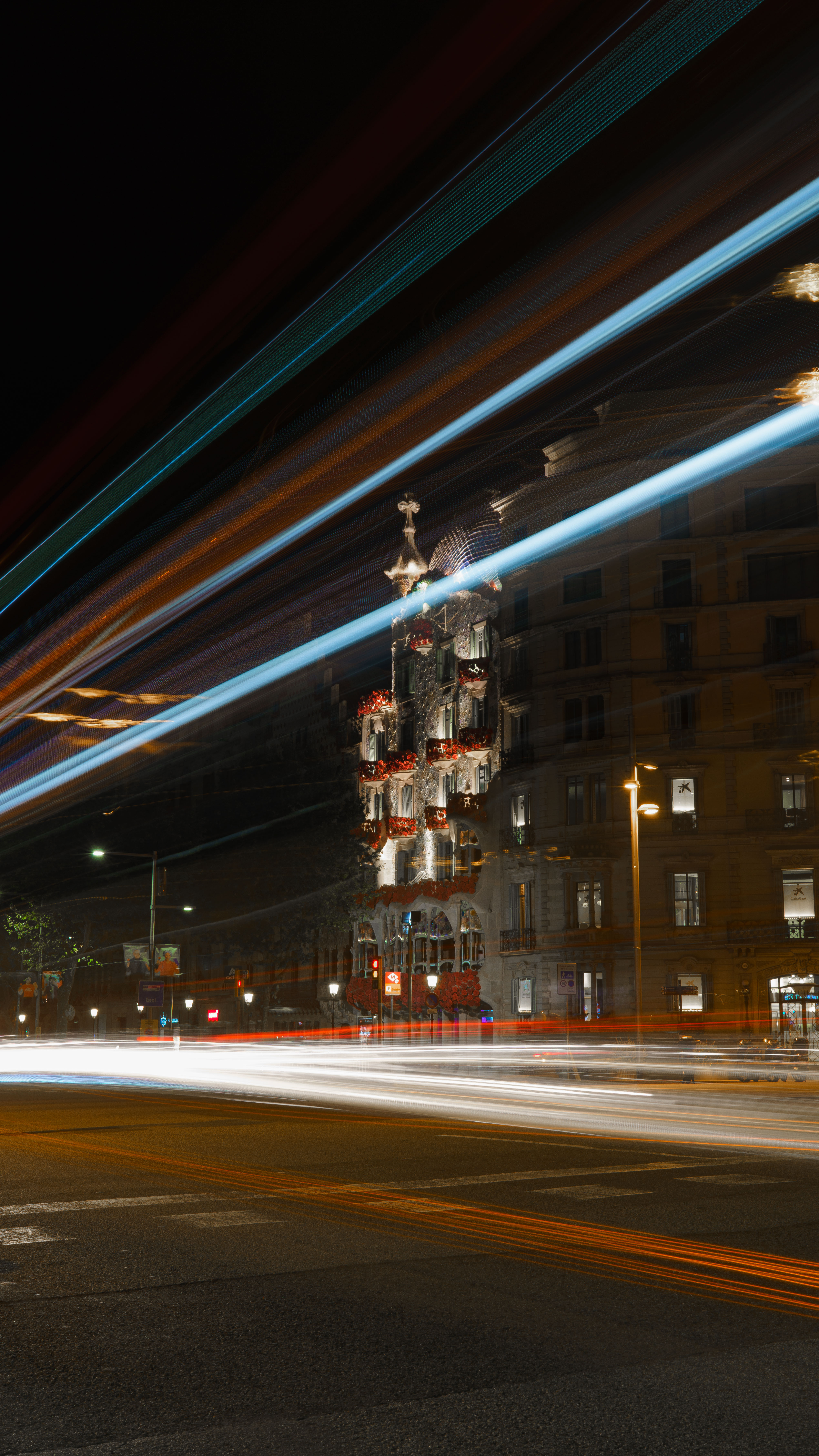
Casa Batlló - Night View  Long Exposure
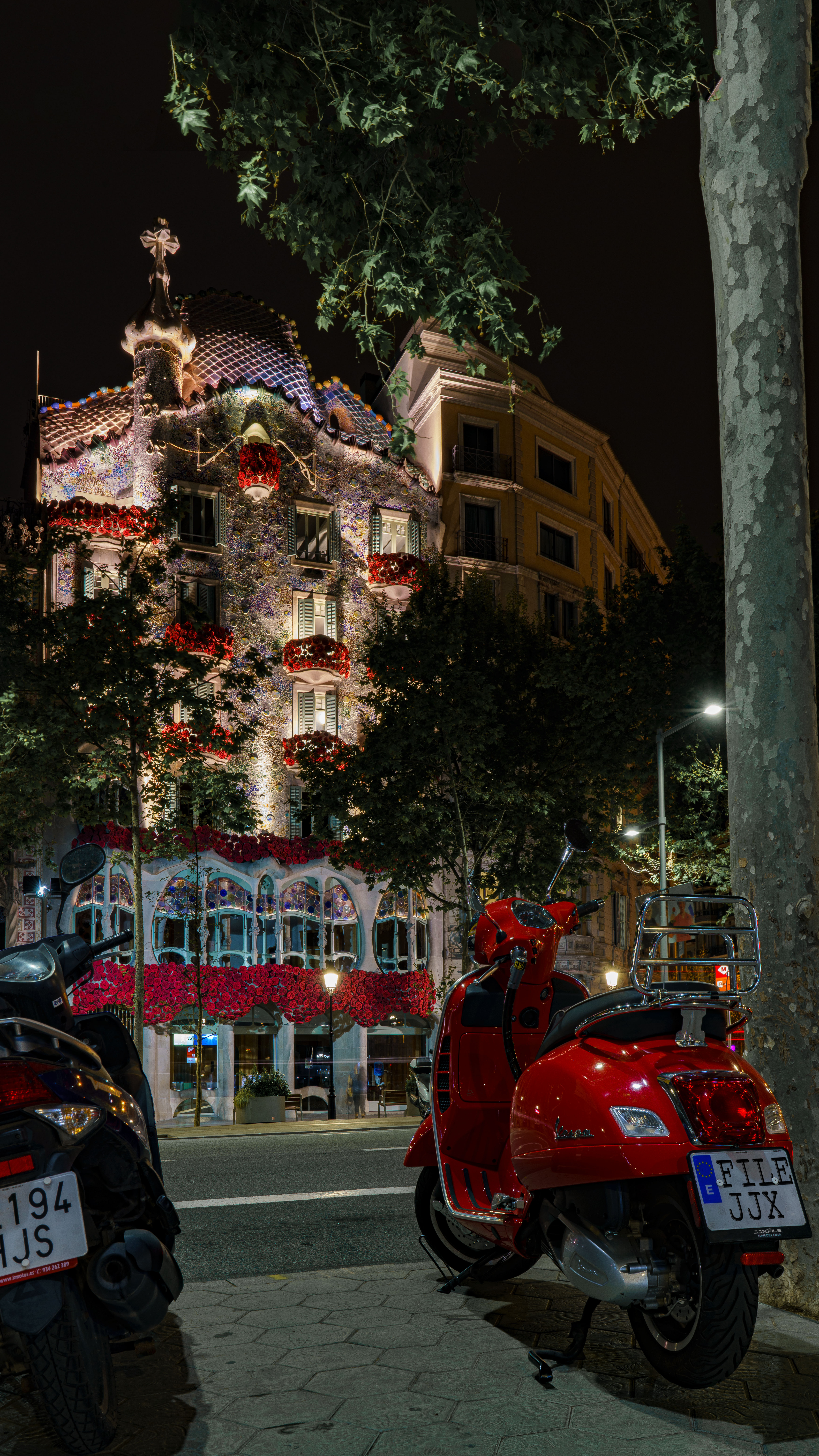
Casa Batlló - Night View
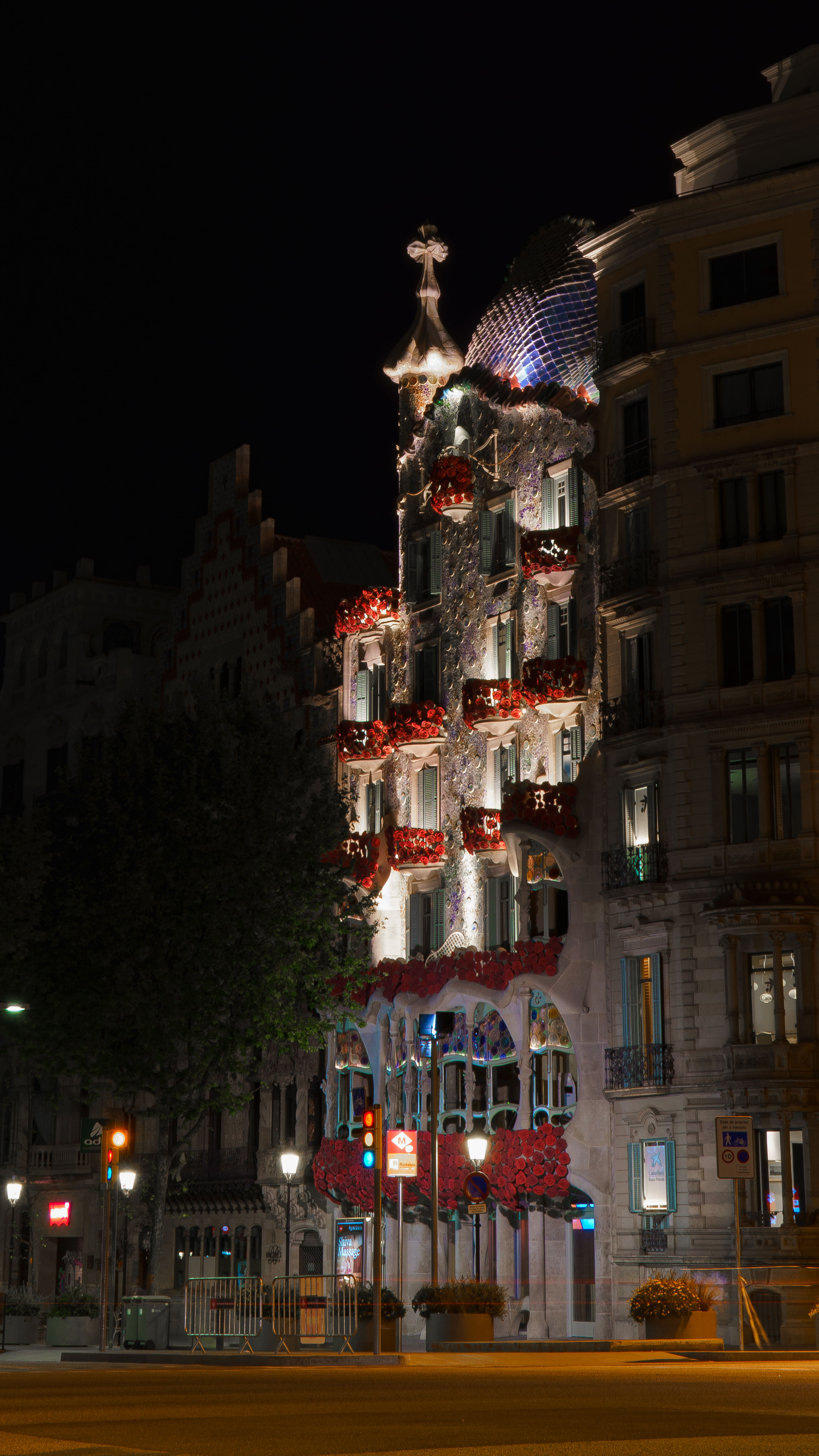
Casa Batlló - Night View Corner

## Контактна інформація
Адреса: пр. Ґрасія, 43; 08007 Барселона; Каталонія.

Інтернет-сайт: www.casabatllo.cat [Архівовано 9 жовтня 2014 у Wayback Machine.] (кат.), (ісп.), (англ.), (фр.)

Час роботи: щодня з 9:00 до 20:00.

Аудіогід такими мовами:  •  •  •  •  •  •  • 